# Rudy Gestede
Rudy Gestede (Essey-lès-Nancy, 10 oktober 1989) is een Frans-Benins voetballer die bij voorkeur als aanvaller speelt. Hij debuteerde in 2013 in het Benins voetbalelftal.

## Clubcarrière
Gestede stroomde in 2007 door vanuit de jeugd van FC Metz. Daarvoor speelde hij in zijn eerste seizoen in het eerste elftal twaalf competitiewedstrijden in de Ligue 1 en in het tweede vijf in de Ligue 2. Metz verhuurde hem gedurende het seizoen 2009/10 aan AS Cannes, waarmee hij in de Championnat National speelde.
Gestede tekende in 2011 bij Cardiff City. Hiervoor debuteerde hij op 7 augustus 2011 in de Championship, tegen West Ham United. Op 15 oktober 2011 scoorde hij zijn eerste competitiedoelpunt voor Cardiff City, in een competitiewedstrijd tegen Ipswich Town.
Gestede promoveerde in 2013 met Cardiff City naar de Premier League, waarin hij amper nog aan spelen toekwam. De club verhuurde hem daarom in november 2013 aan Blackburn Rovers, in de Championship. Dat nam hem in januari 2014 definitief over. Op 21 april 2014 scoorde hij in één helft een hattrick tegen Birmingham City. Gestede scoorde in zijn eerste seizoen bij Blackburn twaalf doelpunten in 21 competitiewedstrijden. Het seizoen erna maakte hij er twintig in 39 partijen, waarmee dat zijn meest productieve jaar tot op dat moment werd.
Gestede tekende in juli 2015 een contract tot medio 2020 bij Aston Villa, de nummer zeventien van de Premier League in het voorgaande seizoen. Dat betaalde circa €7.000.000,-voor hem. Hij was de negende nieuwe speler die Villa die zomer aantrok. Gestede speelde op 8 augustus 2015 zijn eerste competitiewedstrijd voor Aston Villa en maakte daarin ook zijn eerste goal voor de club. Uit bij AFC Bournemouth kopte hij zijn ploeg in de 72ste minuut vanuit een hoekschop op 0-1, wat meteen het winnende doelpunt bleek.
In januari 2017 maakte hij voor zo'n 6 miljoen pond de overstap naar Middlesbrough.

## Interlandcarrière
Gestede werd geboren in het Franse Essey-lès-Nancy, maar debuteerde in 2013 in het Benins voetbalelftal. Op 26 maart 2013 maakte hij zijn eerste interlanddoelpunt voor Benin, in een WK-kwalificatiewedstrijd tegen Algerije. Op 9 juni 2013 was de spits opnieuw trefzeker tegen Algerije in de terugwedstrijd in Benin. Op 13 november 2014 maakte hij zijn derde interlanddoelpunt, in een vriendschappelijke interland tegen Marokko.

## Erelijst
| Kampioen Championship | 1x | 2012/13 |